# رودولف بولتمان
رودلف کارل بولتمان (۲۰ اگوست ۱۸۸۴ در ویفلستد - ۳۰ ژوئیه ۱۹۷۶ در ماربورگ) پژوهشگر آلمانی الهیات و کتاب مقدس بود. او یکی از چهره‌های برجسته مطالعات کتاب مقدس در قرن بیستم و همچنین مسیحیت لیبرال محسوب می‌شود.
بولتمان، که تحصیلات خود را در زمینه الهیات در دانشگاه‌های ماربورگ و دیگر دانشگاه‌های آلمان ادامه داده بود، کار خود را با تحقیقات تاریخی ر باب انجیل آغاز کرد.
نظریه مشهور او، اسطوره زدایی است. این نظر، معتقد است برای درک پیام انجیل باید آن را از اسطوره‌هایی که به آن آمیخته شده جدا نمود.
بولتمان از هرمنوتیک هایدگر تأثیر فراوانی پذیرفته‌است.